# Liu Ou
Liu Ou (刘鸥S; Zhanjiang, 13 novembre 1986) è una sincronetta cinese vincitrice di una medaglia d'argento e due bronzi olimpici.

## Carriera
Liu Ou ha debuttato ufficialmente con la nazionale cinese nel 2005. Ha fatto parte della squadra vincitrice della medaglia d'oro ai Giochi asiatici di Doha 2006, ottenuta sconfiggendo il Giappone. Sempre con la squadra è poi giunta terza classificata alle Olimpiadi di Pechino 2008, con la Cina che ha completato il podio rispettivamente dietro Spagna e Russia. In seguito ha ottenuto pure la medaglia d'argento nel libero combinato e due bronzi (programma libero e tecnico della gara a squadre) ai Mondiali Roma 2009.
Nel 2011 ha iniziato a gareggiare anche nel duo insieme a Huang Xuechen, con la quale ha ottenuto il secondo posto nel programma tecnico ai Mondiali di Shanghai 2011. Le due atlete hanno vinto insieme la medaglia di bronzo alle Olimpiadi di Londra 2012, oltre all'argento conquistato con la squadra.

## Palmarès
- Giochi olimpici

Pechino 2008: bronzo nella gara a squadre.
Londra 2012: argento nella gara a squadre, bronzo nel duo.
- Mondiali di nuoto

Roma 2009: argento nel libero combinato, bronzo nella gara a squadre (programma libero e tecnico).
Shanghai 2011: argento nel duo (programma tecnico), nella gara a squadre (programma libero e tecnico) e nel libero combinato.
- Giochi asiatici

Doha 2006: oro nella gara a squadre.
Canton 2010: oro nella gara a squadre e nel libero combinato.